# 还愿教堂 (摩德纳)
还愿教堂（Chiesa del Voto，全名Chiesa di Madonna Santissima del voto della Città.），是一座罗马天主教教堂，位于意大利摩德纳市中心附近，巴洛克建筑，建造它是为了感谢1629–1631年意大利鼠疫的停止。

## 历史
1634年，在克里斯托弗罗·马拉戈拉的指导下，这座建筑开始动工。这座教堂模仿了博洛尼亚的圣救主堂，而穹顶令人想起雷焦艾米利亚的吉亚拉圣母圣殿。
教堂里的绘画中有卢多维科·拉纳描绘的“瘟疫期间的代祷”，画面上描绘圣母，以及圣罗格和圣巴斯弟盎，这两位圣人传统上与瘟疫治疗有关，和圣欧莫柏诺（Homobonus）, 也是这座城市的主保圣人。

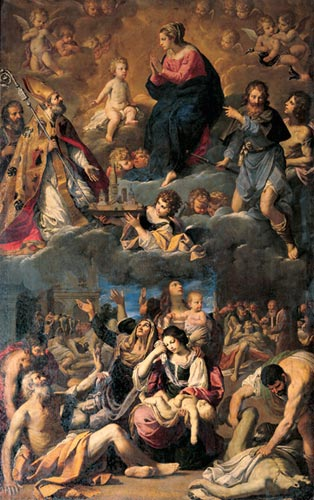
“瘟疫期间的代祷”

此外，教堂还有两幅油画，弗朗西斯科·斯特林加的《圣母光荣》和《圣若瑟光荣》

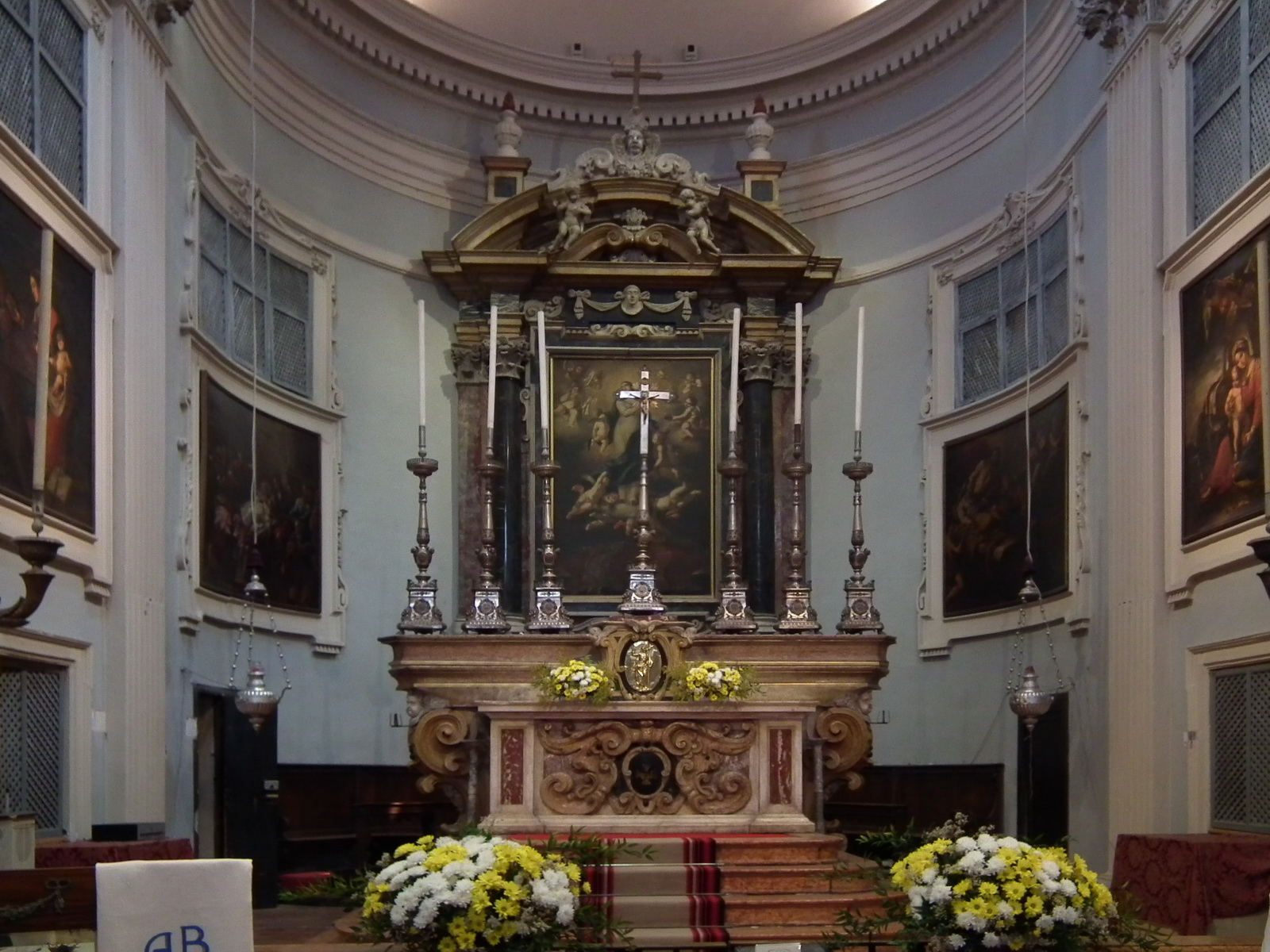
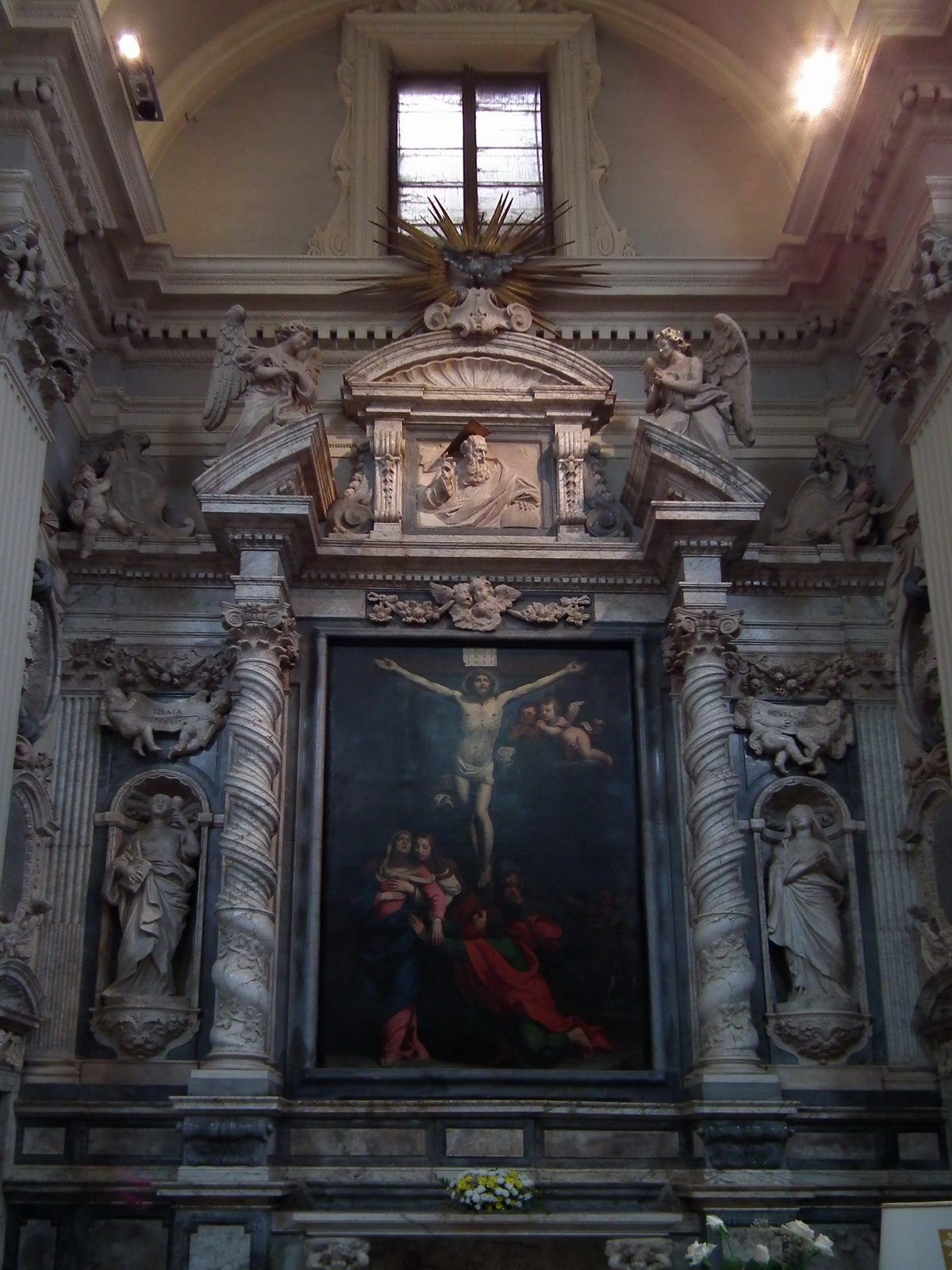